# Schattenwirtschaft
Schattenwirtschaft ist der volkswirtschaftliche und kriminalistische Oberbegriff für alle ökonomischen Aktivitäten, aus denen zwar – legal oder illegal – Einkommen erzielt, aber staatliche Marktregulierung, Besteuerung oder statistische Erfassung vermieden wird.
Die Schattenwirtschaft im weiteren Sinn umfasst die Selbstversorgungswirtschaft, darunter den informellen Wirtschaftssektor sowie die Schattenwirtschaft im engeren Sinn mit Schwarzarbeit und Schwarzmarkt.
Der Anteil der Schattenwirtschaft in Deutschland liegt (je nach Schätzung) bei 5 bis 10 % des Bruttoinlandsproduktes. 2019 soll der Umfang der Schattenwirtschaft bei 319 Milliarden Euro bzw. etwa neun Prozent des Bruttoinlandprodukts gelegen haben. Der Anteil geht seit 2009 zurück (Stand: 2019).

## Begriff und Abgrenzungen
Als Schattenwirtschaft im engeren Sinn wird in der Literatur gelegentlich auch nur der illegale Teil dieser wirtschaftlichen Aktivitäten bezeichnet. Eine Übersicht gibt folgende Tabelle:
| Schattenwirtschaft im weiteren Sinn | Schattenwirtschaft im weiteren Sinn  | Schattenwirtschaft im weiteren Sinn | Schattenwirtschaft im weiteren Sinn          | Schattenwirtschaft im weiteren Sinn          |
| ----------------------------------- | ------------------------------------ | ----------------------------------- | -------------------------------------------- | -------------------------------------------- |
|                                     | Selbstversorgungswirtschaft (legal)  | Selbstversorgungswirtschaft (legal) | Schattenwirtschaft im engeren Sinn (illegal) | Schattenwirtschaft im engeren Sinn (illegal) |
| Wirtschaftssektor                   | Haushaltssektor                      | Informeller Sektor                  | Irregulärer Sektor                           | Krimineller Sektor                           |
| Tätigkeit                           | legal                                | legal                               | legal (Dienst-/Werkleistung)                 | illegal (Straftat)                           |
| Ausführung                          | legal                                | legal                               | illegal                                      | illegal                                      |
| Beispiele/Unterbegriff              | Nachbarschaftshilfe Selbstversorgung | Informelle Wirtschaft               | Schwarzarbeit                                | Schwarzmarkt                                 |

## Formen und Ausprägungen
Wirtschaftstheoretisch weicht ein Wirtschaftssubjekt dann in die Schattenwirtschaft aus, wenn die staatlichen Steuern und Abgaben oder die Regulierungshürden als so hoch empfunden werden, dass ein Ausweichen als vorteilhaft erscheint. Auch ein nicht mehr funktionierendes wirtschaftliches oder soziales System kann die Ursache sein.
Ausdrücklich verbotene wirtschaftliche Aktivitäten müssen sich per Definition komplett in der Schattenwirtschaft abspielen. Hier gibt es keine Alternative für das Wirtschaftssubjekt (außer dem Verzicht auf die entsprechende Aktivität).
Typische Erscheinungsformen der Schattenwirtschaft sind:
- Schwarzarbeit, bei der Arbeitskräfte nicht angemeldet werden und somit keine Beiträge zur Sozialversicherung und keine Lohnsteuern entrichtet werden (illegale Beschäftigung). Wenn gleichzeitig noch staatliche Sozialleistungen bezogen werden, liegt ein strafbarer Missbrauch von Transferleistungen vor.
- Eine besondere Variante der Schwarzarbeit ist die Ausübung handwerklicher Tätigkeiten ohne die erforderliche fachliche Qualifikation (Gesellenbrief, Meisterbrief) oder Gewerbeanmeldung. In Deutschland erfüllt eine somit illegal arbeitende Person nicht die für ihre Arbeit erforderlichen Voraussetzungen (etwa eine staatliche Konzession), obgleich keine Steuerhinterziehung vorliegt. Zu den besonders betroffenen Wirtschaftsbereichen gehören Baugewerbe und Haus- und Familienarbeit in Privathaushalten.
- Schwarze Kassen durch Bareinzahlungen oder Barauszahlungen ohne Buchung und ohne Beleg.
- Steuerhinterziehung in jeder Form.
- Geldwäsche durch Einschleusung illegal erwirtschafteten Geldes bzw. von illegal erworbenen Vermögenswerten in den legalen Finanz- und Wirtschaftskreislauf. Dazu zählen in Deutschland auch Finanztransfergeschäfte nach dem islamischen Hawala-System, bei dem Zahlungen ausschließlich in bar erfolgen, ohne aufgezeichnet zu werden.
- Schwarzmarkt, also illegaler Handel, ohne dass Rechnungen ausgestellt und Umsatzsteuern abgeführt werden. Unter diesen Begriff fällt auch der Handel mit verbotenen Gütern wie z. B. Drogen, Waffen, Hehlerei mit gestohlenen Waren etc.
- Schmuggel, also illegaler Import (seltener Export) von Waren oder Dienstleistungen. Dem Staat entgeht der fällige Zoll.
- Illegale Devisentransaktionen. Sie waren häufig vor der Einführung des Euro, der Liberalisierung der globalen Finanzmärkte und der Einführung des Internetbanking; heute sind sie selten. Früher gab es mehr Devisenverkehrsbeschränkungen und mehr Währungen mit eingeschränkter Konvertibilität.

## Wirtschaftliche Konsequenzen
Negative Folgen der Schattenwirtschaft sind fehlende Steuereinnahmen und Sozialversicherungsbeiträge. Diese werden jedoch zu einem Teil kompensiert: Durch die Umgehung der Steuern und Abgaben ist der relative Preis eines Gutes in der Schattenwirtschaft günstiger als in der offiziellen Wirtschaft. Dadurch kann unterhalb des herrschenden Marktpreises eine zusätzliche Nachfrage abgeschöpft und befriedigt werden. Die Einnahmen aus schattenwirtschaftlichen Aktivitäten fließen zum Teil wieder in die offizielle Wirtschaft, wo sie für steuer- und abgabenpflichtige Transaktionen verwendet werden.

## Umfang und Entwicklung
Der Umfang der Schattenwirtschaft im engeren Sinn kann nur geschätzt werden. In der Regel werden Schätzungen in Prozent des Bruttoinlandsprodukts (BIP) veröffentlicht. Die Volkswirtschaftliche Gesamtrechnung erfasst die Schattenwirtschaft, indem sie schattenwirtschaftliche Aktivitäten mit geschätzten Zuschlägen in ihre Berechnungsmethoden einbezieht.
Der Umfang der Schattenwirtschaft hat in Deutschland seit 1970 (lediglich 2,7 %–3,0 % des offiziellen BIP) deutlich zugenommen. Anfang der 90er Jahre betrug er bereits mehr als 12 % des BIP und erreichte 2003 einen Höhepunkt mit 17,1 %. In den Jahren darauf nahm er wieder etwas ab und betrug 2005 noch 15,4 % des BIP. Auch für 2006 wird ein weiterer Rückgang auf 14,7 % erwartet, da die gesetzlichen Änderungen zur steuerlichen Absetzbarkeit von haushaltsnahen Dienstleistungen, Kinderbetreuung und Pflegediensten sich darauf bereits auswirken sollen. Im Jahr 2010 konnte ein leichter Rückgang der Schattenwirtschaft festgestellt werden. Das Gesamtaufkommen der Schattenwirtschaft wird mit ca. 347,6 Mrd. Euro quantifiziert, das entspricht einem Verhältnis Schattenwirtschaft zu offiziellem BIP von 13,91 %. Für das Jahr 2011 wird ein Gesamtaufkommen von rd. 345,8 Mrd. Euro prognostiziert, das entspricht einem Rückgang auf rd. 344 Mrd. Euro oder 13,2 %. Nach den Modellberechnungen wird das Verhältnis von Schattenwirtschaft zu offiziellem Bruttoinlandsprodukt im Jahr 2015 gegenüber dem Jahr 2014 unverändert bei 12,2 % liegen, bei einem Gesamtvolumen von 339 Mrd. Euro.
Im Vergleich mit den OECD-Ländern liegt Deutschland damit im Mittelfeld. An der Spitze liegen Griechenland (22,4 %), Italien (20,1 %), Spanien (18,2 %) und Portugal (17,6 %). Die Schweiz (6,5 %) und die USA (5,9 %) haben den geringsten Anteil der Schattenwirtschaft am jeweiligen BIP (Stand: 2015).
Die Normierung der nationalen Schattenwirtschaften auf das jeweilige BIP (Schattenwirtschaft/BIP) gibt wertvolle Informationen darüber, um wie viel die nationalen Steuereinnahmen theoretisch gesteigert werden würden, wenn die Effizienz der Steuereintreibung kostenneutral erhöht werden könnte. In der Praxis allerdings erweist sich die Effizienz der Steuereintreibung kostenintensiv und durchaus heterogen, weil signifikant von der Branche abhängig. Als typisches Beispiel geringer Steuermoral kann hier die Baubranche genannt werden, dagegen ist in der Finanzbranche kaum Steuerhinterziehung möglich. Während also die Baubranche in allen Staaten in ähnlicher Weise signifikant zur Schattenwirtschaft beiträgt, führt die Finanzbranche lediglich in Einzelfällen das nationale BIP in extreme Höhen. So erscheint die Schattenwirtschaft z. B. vom Luxemburg mit ca. 8 % des BIP als die kleinste in der EU, obwohl sie pro Kopf der Bevölkerung die höchste aller EU-Staaten ist.
Der Abschätzung des Umfangs der Schattenwirtschaft sowie ihrer Ursachenanalyse werden insofern allein die BIP-normierten Daten nicht wirklich gerecht. Nichtsdestotrotz werden sie vor allem in Ländern mit extrem hohem BIP für politische Analysen herangezogen.

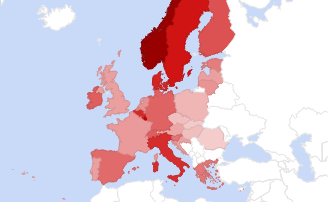
Karte der nationalen pro Kopf Schattenwirtschaften in Europa. Die rote Farbkodierung entspricht den Werten der roten Balken im Diagramm links.